# Давид (имя)
Дави́д — мужское личное имя древнееврейского происхождения (ивр. דָּוִד‎, David), в переводе означает «возлюбленный», «любимый», «любимец», (ивр. חָבִיב‎ ḥaviv). Русский народный вариант — Давы́д, от которого произошла распространённая фамилия Давыдов. В мусульманской традиции известно как Дауд (Давуд).

## На других языках
- Абхазский язык: Даут
- Азербайджанский язык: Davud, Davut
- Албанский язык: Davidi
- Английский язык: David
- Арабский язык: داؤود (Da'ud, Da'oud, Da'wud, Da'wood etc.)
- Армянский язык: Դաւիթ (Dawitʽ), Դավիթ (Davitʿ)
- Белорусский язык: Давыд
- Боснийский язык: Davud, Dawud, Daud, Daut
- Валлийский язык: Dafydd, Dewi, Dai
- Идиш: דוד (Dóvid)
- Каталанский язык: David
- Корнский язык: Daveth
- Галисийский язык: Davide
- Грузинский язык: დავით (Davit), დათო (Dato)
- Немецкий язык: David
- Греческий язык: Δαβίδ, Δαυίδ, Δαυείδ
- Иврит: דויד, דָּוִד (David)
- Венгерский язык: Dávid
- Исландский язык: Davíð
- Ирландский язык: Dáibhídh, Dáibhead, Daithí
- Испанский язык: David
- Итальянский язык: Davide
- Казахский язык: Дәуіт (Däuit)
- Киргизский язык: Дөөт
- Корейский язык: 데빗, 데이빗, 데이비드
- Латынь: David
- Латышский язык: Dāvids, Dāvis
- Литовский язык: Davidas, Davydas, Dovydas
- Мандаринский китайский: 戴维 (Dài-wéi), 大卫(Dà-wèi)
- Малайский Davij, Davi, Dav
- Маори: Rāwiri
- Персидский язык: داوود (Davud)
- Польский язык: Dawid
- Португальский язык: Davi, David
- Румынский язык: David
- Сербский язык: Давид (David)
- Словацкий язык: Dávid, David
- Турецкий язык: Davut, Davud, Dâvud
- Туркменский язык: Dawut
- Украинский язык: Давид (Davyd)
- Финский язык: Taavetti
- Французский язык: David
- Чешский язык: David
- Шотландский гаэльский язык: Dàibheid, Dàibhidh
- Эстонский язык: Taavet
- Японский язык: デイビッド (Deividdo)

## Именины
- Православие[2] (даты даны по новому стилю):
  - Январь: 5 января, 27 января
  - Февраль: 8 февраля, 14 февраля
  - Март: 3 марта, 18 марта
  - Апрель: 25 апреля
  - Май: 15 мая, 20 мая, 31 мая
  - Июнь: 5 июня
  - Июль: 8 июля, 9 июля
  - Август: 6 августа
  - Сентябрь: 18 сентября, 19 сентября
  - Октябрь: 2 октября, 7 октября, 15 октября, 31 октября
  - Ноябрь: 14 ноября
- Католицизм: 19 ноября, 11 декабря, 29 декабря[3].

## Княжеское имя
«Давид» было крестильным христианским именем святого князя Глеба — одного из первых русских святых («Глеб» было его языческим мирским именем). В системе именования Рюриковичей, когда на протяжении многих веков князья носили одновременно 2 таких имени — т. н. «именная пара», имя «Давыд» часто сопровождало «Глеб», поскольку наречение в честь святого было достаточно популярным, а называть ребёнка просто «Глебом» пока ещё было нельзя.
Однако исследователи антропонимики подчёркивают, что это правило не было железным — со временем «Глеб» стало полноценным крестильным христианским именем. Ф. Б. Успенский пишет: «Полифункциональный статус имён Роман и Давид, совмещавших в себе функции родового и христианского имени, и ещё более сложная ситуация с именем Борис, которое могло функционировать то как крестильное при княжеском (Святослав-Борис, Мстислав-Борис), то как самостоятельное династическое имя, также совмещавшее в себе функции родового и христианского, породили немалую путаницу в современной историографии. Так, установилась странная традиция автоматически приписывать князьям, фигурирующим в источниках исключительно под именем Роман или Давид, имена Борис и Глеб, соответственно. При этом утверждается, что у князя по имени Роман, например, было христианское имя Борис или Борис-Роман [у В. Л. Янина] (…) Между тем, остается совершенно непонятным (и в соответствующих работах — никак не объясненным), каким образом у князя, всюду в источниках фигурирующего под христианским именем Роман, которое до его появления на свет уже использовалось в роду Рюриковичей в качестве крестильного, могло появиться ещё одно крестильное имя. Иными словами, никак не объясняется, каким образом у князя могло быть два крестильных имени, и каков был статус этого атнопонимического гибрида. По совершенно справедливому утверждению В. Л. Янина, „Борис и Глеб вместе могли быть патронами и Борисов, и Глебов, и Романов, и Давидов“. Однако тождественность патрональных святых ещё не означает тождества имён (…) Как кажется, у нас нет никаких оснований утверждать, что каждый из Давыдов обязательно носил имя Глеб, а каждый из Романов имя Борис».

## Пословицы
- Смирением побивает гордыню, яки Давид Голиафа.

## Народные приметы
9 июля — Давид-земляничник: земляника в лес зовёт.